# Frälsesläkter i Finland intill stora ofreden
Frälsesläkter i Finland intill stora ofreden är en släktbok, författad av Jully Ramsay tryckt 1909 och utgiven av Förlags AB Söderström & C:o. 
Jully Ramsays stora ättartavleverk Frälsesläkter i Finland intill stora ofreden, som utkom i fyra volymer 1909–1916, var för sin tid banbrytande. Det var till större delen baserat på primärkällor, till skillnad från tidigare adelsgenealogier som huvudsakligen var upprepningar av äldre opålitliga släkttavlor. Hennes identifieringar och slutsatser har dock inte alltid visa sig hålla vid en förnyad granskning.
Ur förordet: 
| ” | Det verk hvaraf första bandet här föreligger afser att framställa släkter som i Finland från Medeltiden till 1700-talets ingång besuttit ärftlig frälsejord, vare sig att sådant bördsföreträde berodt af urminnes häfd eller under historisk tid förvärfvats. | „ |